# Гранчариха
Гранчариха — река в России, протекает по Новоржевскому району Псковской области. Устье реки находится в 5 км по левому берегу реки Скоробытка. Длина реки составляет 10 км.
На реке стоит деревня Апосово Макаровской волости.

## Данные водного реестра
По данным государственного водного реестра России относится к Балтийскому бассейновому округу, водохозяйственный участок реки — Великая. Относится к речному бассейну реки Нарва (российская часть бассейна).
Код объекта в государственном водном реестре — 01030000112102000028298.